# Brent Cross (stanice metra v Londýně)

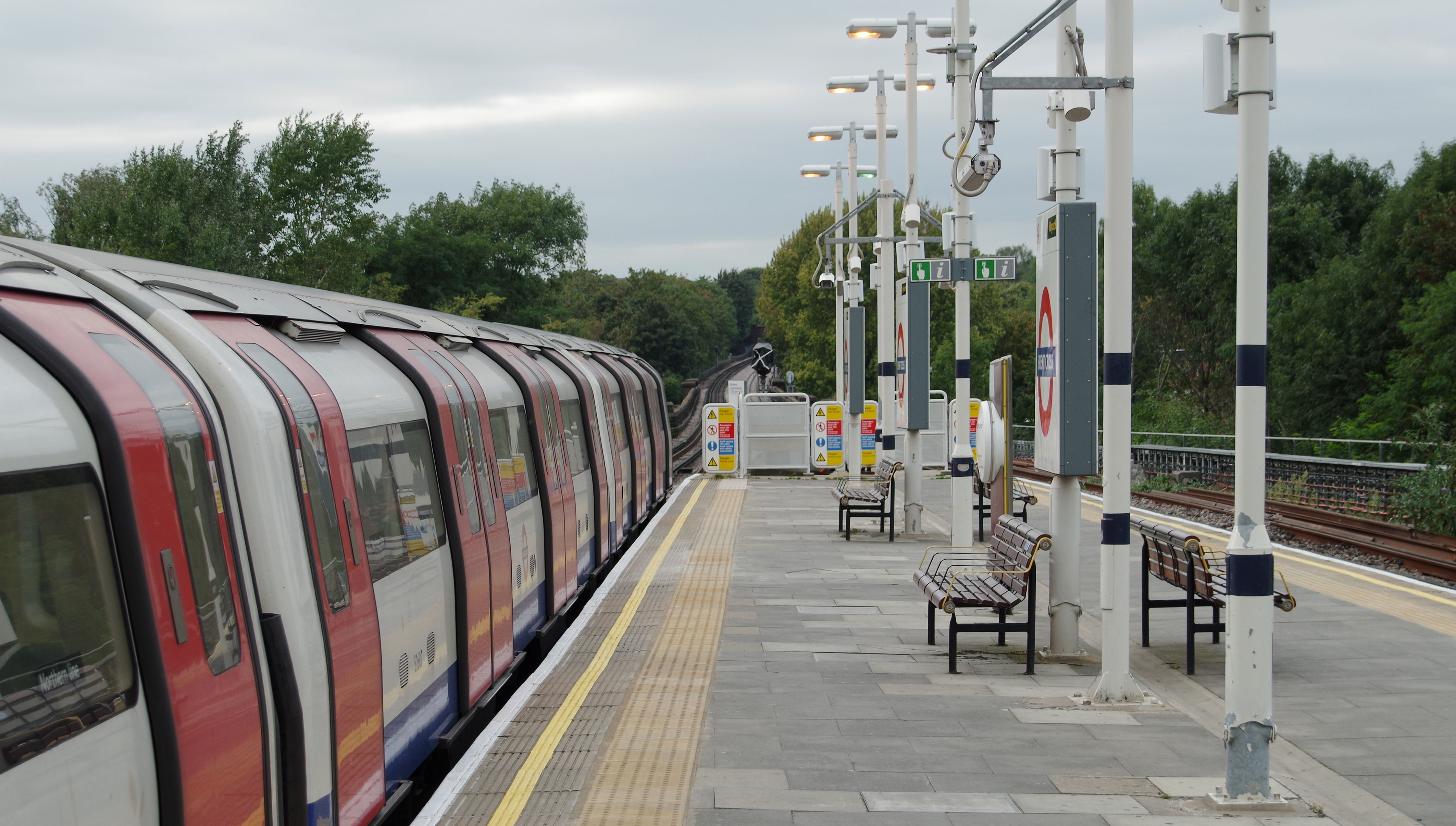
Brent Cross

Brent Cross je stanice metra v Londýně, otevřená 19. listopadu 1923 jako Brent. Stanici navrhl Stanley Heaps. Za první světové války stanice nesla jméno Woodstock. 20. července 1976 byla stanice přejmenována na současné jméno po nově otevřeném obchodním centru. Stanice se nachází v přepravní zóně 3 a leží na lince:
- Northern Line (mezi stanicemi Hendon Central a Golders Green)

| Rok  | Počet cestujících |
| ---- | ----------------- |
| 2011 | 2,21 mil          |
| 2012 | 2,13 mil          |
| 2013 | 2,14 mil          |
| 2014 | 2,40 mil          |